# Cheirostylis kabaenae
Cheirostylis kabaenae är en orkidéart som beskrevs av Paul Ormerod. Cheirostylis kabaenae ingår i släktet Cheirostylis och familjen orkidéer.
Artens utbredningsområde är Sulawesi. Inga underarter finns listade i Catalogue of Life.